# Alika Williams
Alika Williams (San Diego, California, 12 de marzo de 1999) es un jugador profesional estadounidense de béisbol que se desempeña en la posición de campocorto en Pittsburgh Pirates, equipo de las Grandes Ligas de Béisbol (MLB).

## Carrera
Fue seleccionado en la primera ronda en el Draft de la MLB de 2020. En 2023 hizo su debut profesional con el equipo Pittsburgh Pirates, donde lleva jugando una temporada.